# ولیعهد اردن
ولیعهد اردن وارث بلافصل یا وارث مقدر تاج و تخت اردن است.
ماده ۲۸ (ب) قانون اساسی اردن مقدمات آگناتیک را پیش‌بینی می‌کند، به این معنی که پسر ارشد پادشاه به‌طور خودکار پس از مرگ پادشاه جانشین تاج و تخت می‌شود، مگر اینکه پادشاه یکی از برادران خود را برای وارث تاج و تخت به عنوان ولیعهد تعیین کرده باشد.

## ولیعهدان اردن (۱۹۴۶–اکنون)
| نام                 | وارث            | زاده           | مشخص شدن وارث  | ایجاد مقام ولیعهدی | پایان ولیعهدی  | درگذشته       | شاهدخت        |
| ------------------- | --------------- | -------------- | -------------- | ------------------ | -------------- | ------------- | ------------- |
| طلال بن عبدالله     | عبدالله یکم     | ۲۶ فوریه ۱۹۰۹  | ۲۵ مه ۱۹۴۶     | ۲۵ مه ۱۹۴۶         | ۲۰ ژوئیه ۱۹۵۱  | ۷ ژوئیه ۱۹۷۲  | زین‌الشرف طلال |
| ملک حسین            | طلال بن عبدالله | ۱۴ نوامبر ۱۹۳۵ | ۲۰ ژوئیه ۱۹۵۱  | ۲۰ ژوئیه ۱۹۵۱      | ۱۱ اوت ۱۹۵۲    | ۷ فوریه ۱۹۹۹  |               |
| محمد بن طلال        | ملک حسین        | ۲ اکتبر ۱۹۴۰   | ۱۱ اوت ۱۹۵۲    | ۱۱ اوت ۱۹۵۲        | ۳۰ ژانویه ۱۹۶۲ | ۲۹ آوریل ۲۰۲۱ |               |
| عبدالله دوم         | ملک حسین        | ۳۰ ژانویه ۱۹۶۲ | ۳۰ ژانویه ۱۹۶۲ | ۳۰ ژانویه ۱۹۶۲     | ۱ آوریل ۱۹۶۵   |               |               |
| حسن بن طلال         | ملک حسین        | ۲۰ مارس ۱۹۴۷   | ۱ آوریل ۱۹۶۵   | ۱ آوریل ۱۹۶۵       | ۲۵ ژانویه ۱۹۹۹ |               | ثروت الحسن    |
| عبدالله دوم         | ملک حسین        | ۳۰ ژانویه ۱۹۶۲ | ۲۵ ژانویه ۱۹۹۹ | ۲۵ ژانویه ۱۹۹۹     | ۷ فوریه ۱۹۹۹   |               | رانیا عبدالله |
| حمزه بن حسین        | عبدالله دوم     | ۲۹ مارس ۱۹۸۰   | ۷ فوریه ۱۹۹۹   | ۷ فوریه ۱۹۹۹       | ۲۸ نوامبر ۲۰۰۴ |               | نور بنت عاصم  |
| حسین بن عبدالله دوم | عبدالله دوم     | ۲۸ ژوئن ۱۹۹۴   | ۲۸ نوامبر ۲۰۰۴ | ۲ ژوئیه ۲۰۰۹       |                |               | رجوه الحسین   |